# 第33回日劇學院賞
←第32回 - 第33回 - 第34回→
第33回日劇學院賞，針對2002年4月到6月在日本播出的連續劇做出投票與評比。

## 得獎名單

### 最優秀作品賞
1. 從天而降億萬顆星星
2. 極道鮮師
3. 黃金保齡球

- 讀者票：1.從天而降億萬顆星星；2.夢想加州；3.極道鮮師
- 記者票：1.從天而降億萬顆星星；2.黃金保齡球；3.極道鮮師
- 評審票：1.夢想加州；2.黃金保齡球、極道鮮師

### 主演男優賞
1. 木村拓哉（從天而降億萬顆星星）
2. 堂本剛（夢想加州）
3. 金城武（黃金保齡球）

- 讀者票：1.堂本剛（夢想加州）；2.木村拓哉（從天而降億萬顆星星）；3.稻垣吾郎（馬屁精之男）
- 記者票：1.木村拓哉（從天而降億萬顆星星）；2.明石家秋刀魚（從天而降億萬顆星星）；3.金城武（黃金保齡球）
- 評審票：1.木村拓哉（從天而降億萬顆星星）；2.金城武（黃金保齡球）；3.佐藤浩市（天堂之路）

### 主演女優賞
1. 仲間由紀惠（極道鮮師）
2. 田畑智子（小媽媽的天空）
3. 水野美紀（幸福的尾巴）

- 讀者票：1.仲間由紀惠（極道鮮師）；2.米倉涼子（整形美人）；3.水野美紀（幸福的尾巴）
- 記者票：1.仲間由紀惠（極道鮮師）；2.黑木瞳（黃金保齡球）；3.橫山惠（真珠夫人）
- 評審票：1.仲間由紀惠（極道鮮師）；2.田畑智子（小媽媽的天空）；3.水野美紀（幸福的尾巴）

### 助演男優賞
1. 松本潤（極道鮮師）
2. 原田泰造（Big Money）
3. 生瀨勝久（極道鮮師）

- 讀者票：1.松本潤（極道鮮師）；2.原田泰造（Big Money）；3.市川染五郎（馬屁精之男）
- 記者票：1.原田泰造（Big Money）；2.松本潤（極道鮮師）；3.長塚京三（幸福的尾巴）
- 評審票：1.生瀨勝久（極道鮮師）；2.宮藤官九郎（夢想加州）；3.山咲透（春浪漫）

### 助演女優賞
1. 柴咲幸（從天而降億萬顆星星）、（夢想加州）
2. 深津繪里（從天而降億萬顆星星）
3. 和久井映見（First Love（日语：First_Love_(テレビドラマ)））

- 讀者票：1.深津繪里（從天而降億萬顆星星）；2.柴咲幸（從天而降億萬顆星星）、（夢想加州）；3.和久井映見（First Love）
- 記者票：1.深津繪里（從天而降億萬顆星星）；2.柴咲幸（從天而降億萬顆星星）、（夢想加州）；3.和久井映見（First Love）
- 評審票：1.柴咲幸（從天而降億萬顆星星）、（夢想加州）；2.國仲涼子（夢想加州）；3.和久井映見（First Love）

### 其他
- 主題歌賞：宇多田光：SAKURAドロップス（First Love）
- 新人俳優賞：山咲透（春浪漫）
- 最佳服裝賞：米倉涼子（整形美人）
- 腳本賞：北川悅吏子（從天而降億萬顆星星）
- 監督賞：中江功、平野真（從天而降億萬顆星星）
- 劇中音樂賞：吉俣良（從天而降億萬顆星星）
- 卡司賞：從天而降億萬顆星星
- 片頭片尾賞：富士川祐輔（從天而降億萬顆星星）
- 電視週刊特別賞：真珠夫人